# Глуховский, Александр Иванович
Александр Иванович Глухо́вский (Глуховско́й) (1838—1912) — русский генерал от инфантерии, участник Туркестанских походов.

## Биография
Родился 22 октября 1838 года.
По окончании курса в Императорском Московском университете поступил юнкером в Лейб-гвардии Кирасирский Его Величества полк, 30 июня 1858 года произведён в поручики.
В чине штабс-ротмистра поступил в Военную академию, в мае 1863 года по случаю военных действий в Польше выпущен из Академии без экзамена с правами 2-го разряда. С 1866 года подполковник, офицер Генерального Штаба, состоящий для поручений при штабе Оренбургского военного округа. Был послан генералом Черняевым в Бухару в составе посольства К. В. Струве, где находился под арестом 7 месяцев.
27 июня 1867 года был награждён орденом св. Георгия 4-й степени за штурм Ура-Тюбе, за отличие в военных действиях против Бухарского ханства получил золотое оружие с надписью «за храбрость».
В 1867 году опубликовал книгу «Записка о значении Бухарского ханства для России и о необходимости принятия решительных мер для прочного водворения нашего влияния в Средней Азии», сыгравшую важную роль в определении среднеазиатской политики России.
С 22 января 1873 года состоял для особых поручений при начальнике Главного штаба, а с 6 мая по 30 августа 1878 года — в распоряжении Главнокомандующего Кавказской армией великого князя Михаила Николаевича. 30 августа 1878 года произведён в генерал-майоры с назначением состоять при начальнике Главного штаба.
С 1879 по 1883 годы Глуховский возглавлял комплексную экспедицию по исследованию Узбоя (старого русла Амударьи), по результатам которой была опубликована книга «Пропуск вод р. Аму-Дарьи по старому ее руслу в Каспийское море…» (СПб., тип. М. М. Стасюлевича, 1893). 30 августа 1888 года произведён в генерал-лейтенанты с назначением сверхштатным членом Военно-учёного комитета и занимал эту должность пятнадцать лет до преобразования Главного штаба и упразднения Военно-учёного комитета (1 мая 1903 года), когда был назначен сверхштатным членом Комитета Главного штаба. С 9 апреля 1907 года состоял по Военному министерству, а 13 января 1911 года в возрасте 72 лет был произведён в генералы от инфантерии с увольнением от службы с мундиром и пенсией.
Наряду с военной деятельностью, с 1897 по 1905 годы входил в состав Петербургской городской думы.
Глуховской владел в Санкт-Петербурге домом № 1 по Невскому проспекту — уникально расположенным зданием, окна которого выходили на Главное адмиралтейство, Зимний дворец и Дворцовую площадь. В 1910 году это здание приобрел Санкт-Петербургский частный коммерческий банк за 750 тысяч рублей.
Скончался в Санкт-Петербурге в 1912 году.

## Награды
- Орден Святого Георгия 4-й степени (27 июня 1867)
- Орден Святого Владимира 4-й степени (1867)
- Золотое оружие с надписью «за храбрость» (1867)
- Орден Святого Станислава 2-й степени с императорской короной и мечами (1869)
- Орден Святой Анны 2-й степени с мечами (1869, императорская корона к этому ордену пожалована в 1871 году)
- Орден Святого Владимира 3-й степени (1872)
- Орден Святого Станислава 1-й степени (1881)
- Орден Святой Анны 1-й степени (1888)
- Орден Святого Владимира 2-й степени (1892)
- Орден Благородной Бухары с алмазами (1893)
- Орден Белого орла (1897)
- Командор французского ордена Почётного легиона (1903)